# Takeo Takagi
Takeo Takagi (jap. 高木 武雄 Takagi Takeo; ur. 25 stycznia 1892 w Iwaki, zm. 8 czerwca 1944 na wodach Saipanu) – admirał Japońskiej Cesarskiej Marynarki Wojennej, poległ w bitwie o Saipan podczas II wojny światowej.

## Życiorys
Urodził się w mieście Iwaki w prefekturze Fukushima. W 1911 został absolwentem 39. rocznika Akademii Cesarskiej Marynarki Wojennej, zajmując 17. pozycję na 148. kadetów. Służył na krążowniku „Aso” i pancerniku „Shikishima” jako midszypmen, zaś po promocji na podporucznika marynarki, na krążowniku „Asama” i pancerniku „Kawachi”.
Jako kapitan pełnił służbę na okręcie podwodnym S-15, zaś po zaawansowanym szkoleniu z nawigacji i używania torped został oficerem dowodzącym okrętu podwodnego S-24. Po ukończeniu Akademii Cesarskiej Marynarki Wojennej został mianowany komandorem podporucznikiem i objął dowództwo nad okrętem podwodnym Ro-28, zaś w 1926 Ro-68. W 1928 został promowany do rangi komandora porucznika i pełnił różne funkcję w dowództwie marynarki. W 1931 został wysłany do Stanów Zjednoczonych i Europy, zaś rok później awansowany na komandora.
Takagi został dowódcą kolejno: krążownika „Nagara” w 1933, krążownika „Takao” w 1936 i pancernika „Mutsu” w 1937. Promocję na kontradmirała otrzymał 15 listopada 1938, zaś w 1939 pełnił funkcję szefa 2 Sekcji Cesarskiego Sztabu Marynarki.
W chwili wybuchu wojny na Pacyfiku dowodził siłami marynarki wspierającymi inwazję na Filipiny, by zaraz potem kierować flotą osłaniającą lądowanie na Jawie w Holenderskich Indiach Wschodnich. Dowodził w bitwie na Morzu Jawajskim, zatapiając dwa krążowniki i trzy niszczyciele przy własnej stracie jednego, uszkodzonego niszczyciela.
1 maja 1942 został wiceadmirałem. Dowodził grupą lotniskowców złożoną z „Shōkaku” i „Zuikaku” podczas operacji „Mo”. Jako wyższy dowódca brał udział w bitwie na Morzu Koralowym.
W listopadzie 1942 został przeniesiony na stanowisko dowódcy bazy marynarki Mako, zaś w kwietniu 1943 na stanowisko dowódcy bazy Takao. 21 czerwca 1943 został ponownie powołany na pierwszą linię frontu, kiedy mianowano go dowódcą 6 Floty (okrętów podwodnych), bazujących na Marianach.
Poległ podczas bitwy o Saipan w 1944. Nie został odnaleziony, nie wiadomo więc, czy popełnił samobójstwo, czy zginął, próbując uciec na okręcie podwodnym. Pośmiertnie został mianowany admirałem.

## Wybrane odznaczenia
- Złota i Srebrna Gwiazda Orderu Wschodzącego Słońca[3]
- Złote Promienie z Rozetą Orderu Wschodzącego Słońca[3]
- Order Złotej Kani II klasy[3]
- Pamiątkowy Medal Wstąpienia na Tron Cesarza Yoshihito

## Stopnie wojskowe
- Kaigun-shōi-kōhosei ([kadet-podporucznik marynarki) – 18 lipca 1911
- Kaigun-shōi (podporucznik marynarki) – 1 grudnia 1912
- Kaigun-chūi (porucznik marynarki) – 1 grudnia 1914
- Kaigun-tai'i (kapitan marynarki) – 1 grudnia 1917
- Kaigun-hōsa (komandor podporucznik) – 1 grudnia 1923
- Kaigun-chūsa (komandor porucznik) – 1 grudnia 1928
- Kaigun-taisa (komandor) – 1 grudnia 1932
- Kaigun-shōshō (kontradmirał) – 15 listopada 1938
- Kaigun-chūjō (wiceadmirał) – 1 maja 1942
- Kaigun-taishō (admirał) – 8 lipca 1944 (pośmiertnie)